# Janez Rauter
Janez Rauter, slovenski častnik, * 9. april 1939, Ljubljana.

## Vojaška kariera
- povišan v polkovnika (18. junij 1993)